# Dorucaşahinci, Ulus
Dorucaşahinci là một xã thuộc huyện Ulus, tỉnh Bartın, Thổ Nhĩ Kỳ. Dân số thời điểm năm 2011 là 168 người.